# Чербомысло
Чербомы́сло (бел. Чарбамы́сла) — озеро в Полоцком районе Витебской области Белоруссии. Относится к бассейну реки Сосница (приток Западной Двины).

## Географическое положение
Озеро Чербомысло располагается в 48 км от города Полоцк, в 4 км к северо-востоку от деревни Великое Ситно. Водоём входит в состав гидрологического заказника «Глубокое — Большое Островито».

## Морфология
Площадь поверхности озера составляет 0,5 км², длина — 1,32 км, наибольшая ширина — 0,51 км. Длина береговой линии — 3,2 км. Наибольшая глубина — 6,9 м, средняя — 3,3 м. Объём воды в озере — 1,67 млн м³. Площадь водосбора — 2 км².
Котловина лощинного типа, овальная, вытянутая с северо-востока на юго-запад. Склоны на севере и западе высотой 15—20 м, на востоке до 8 м, крутые, песчаные, поросшие сосновым лесом; на юге — высотой 2—3 м, пологие. С южной стороны к озеру примыкает верховое болото.
Берега высокие (до 1 м), сливающиеся со склонами, песчаные; на юге — торфянистые. Мелководье узкое. Дно до глубины 1,5—2 м выстлано песком и опесчаненным илом, ниже — высокоорганическим тонкодетритовым сапропелем. Мощность слоя сапропеля достигает 5 м. Наибольшая глубина отмечается в юго-западной части озера.

## Гидрология
Как и расположенное рядом озеро Глубокое, водоём не имеет поверхностного стока. Тем не менее, озеро Чербомысло относится к бассейну реки Со́сница, притока Западной Двины.
Прозрачность воды превышает 4 м, цветность достигает 15°. Минерализация — 25—27 мг/л. Содержание органических веществ и биогенных элементов незначительно. Активная реакция воды кислая.

## Флора и фауна
Водоём обладает признаками олиготрофии, однако до 50 % площади подвержено зарастанию. Вдоль юго-восточного и западного берегов распространяется узкая полоса растительности: тростник, рогоз, хвощ. Около берегов встречается кувшинки (белая и жёлтая), рдесты. На глубине до 2 м растут редкие охраняемые виды — полушник озёрный и элодея; на глубине до 4,5 м — мох фонтиналис. Общая ширина полосы растительности варьируется от 40 до 150 м.
Фитопланктон представлен 26 видами, зоопланктон — 14 видами. Биомасса фитопланктона составляет 0,5 г/м³, зоопланктона — 1,35 г/м³, зообентоса — 2—3 г/м².
В озере водятся лещ, щука, плотва, густера, окунь, а также раки. Имеется колония бобров.

## Памятники
На северо-западном берегу озера до Великой Отечественной войны находилась деревня Чербомысло. Во время немецко-фашистской оккупации Белоруссии деревня была сожжена дотла и впоследствии не возродилась. Сейчас на её месте установлен обелиск.